# Trenton–Morrisville Toll Bridge
Die Trenton–Morrisville Toll Bridge ist eine Balkenbrücke über den Delaware River zwischen Morrisville in Pennsylvania und Trenton in New Jersey.
Die mautpflichtige Straßenbrücke führt heute sechs Spuren des U.S. Highway 1 und wird von der Delaware River Joint Toll Bridge Commission betrieben. Erbaut wurde die 404 Meter lange Brücke 1952 mit vier Spuren, welche 1965 erweitert wurde auf sechs Spuren, sowie 2009 auf eine Gesamtbreite von 25 Metern. Maut wird nur in westlicher Richtung erhoben auf der Pennsylvania-Seite. Die Brücke wurde 2016 täglich von durchschnittlich 58.600 Fahrzeugen benutzt. Sie befindet sich in unmittelbarer Nachbarschaft zur flussaufwärts gelegenen Lower Trenton Bridge, über die bis 1952 der U.S. Highway 1 geführt wurde, sowie flussabwärts zur Morrisville–Trenton Railroad Bridge.